# Луб’яни (Костромська область)
Луб’яни (рос. Лубяны) — присілок в Кадийському районі Костромської області Російської Федерації.
Населення становить 186 осіб. Входить до складу муніципального утворення Чернишевське сільське поселення.

## Історія
У 1936-1944 року населений пункт перебував у складі Івановської області. Від 1944 належить до Костромської області.
Від 2007 року входить до складу муніципального утворення Чернишевське сільське поселення.

## Населення
| 2008 | 2010 | 2014 |
| ---- | ---- | ---- |
| 154  | ↘141 | ↗186 |